# Lendelede

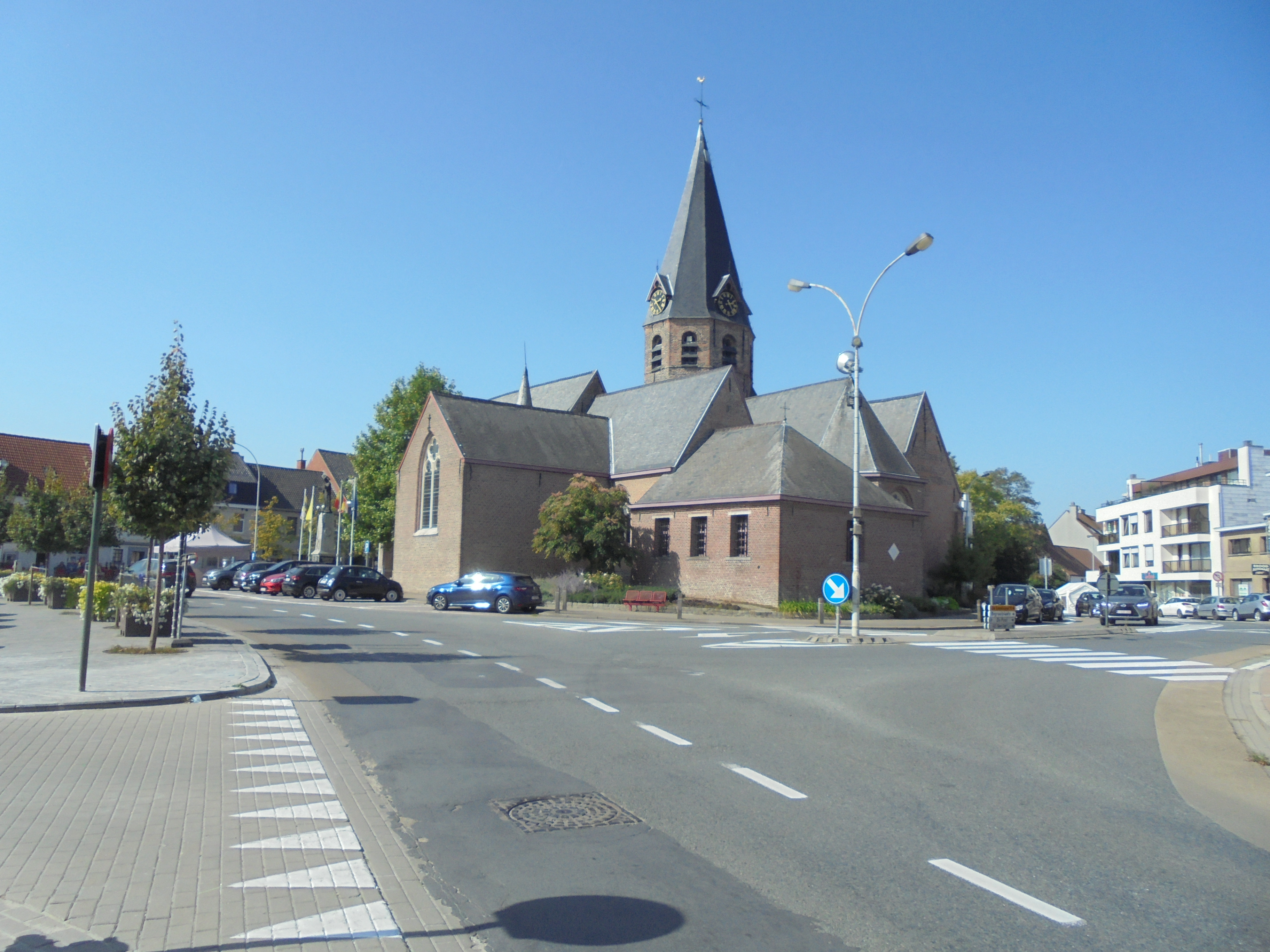
Iglesia de San Blas, localizada en el municipio.

Lendelede es un municipio de la región de Flandes, en la provincia de Flandes Occidental, Bélgica. A comienzos de 2018 contaba con una población total de 5.742 personas..

## Geografía
Se encuentra ubicada al oeste del país, al norte de Cortrique, cerca de la frontera con Francia.
La extensión del término es de 13,15 km², con una densidad de población de 436,65 habitantes por km².

### Secciones del municipio
El término está formado únicamente por la localidad de Lendelede.
| - Lendelede |

## Demografía

### Evolución
Todos los datos históricos relativos al actual municipio, el siguiente gráfico refleja su evolución demográfica.
| Gráfica de evolución demográfica de Lendelede entre 1846 y 2020 |
|                                                                 |

## Enlaces relacionados
- Sitio oficial del término municipal de Lendelede

- Datos: Q696887
- Multimedia: Lendelede / Q696887